# Borgmeiermyia brasiliana
Borgmeiermyia brasiliana là một loài ruồi trong họ Tachinidae.